# Přerov
Přerov er en by i det østlige Tjekkiet med et indbyggertal (pr. 2008) på ca 47.000. Byen ligger i regionen Olomouc.